# Динітробензол
Дині́тробензо́л, дині́тробензе́н — органічна сполука з формулою C6H4(NO2)2. Являє собою бензенове кільце, в якому два атоми водню заміщені нітрогрупами; залежно від розташування нітрогрупи, виділяють орто-, пара- і мета- ізомери.
За нормальних умов — тверда кристалічна речовина білого кольору, що застосовується в техніці вибухових речовин, наприклад при виготовлення абеліту.

орто-ізомер
мета-ізомер
пара-ізомер